# Startblock

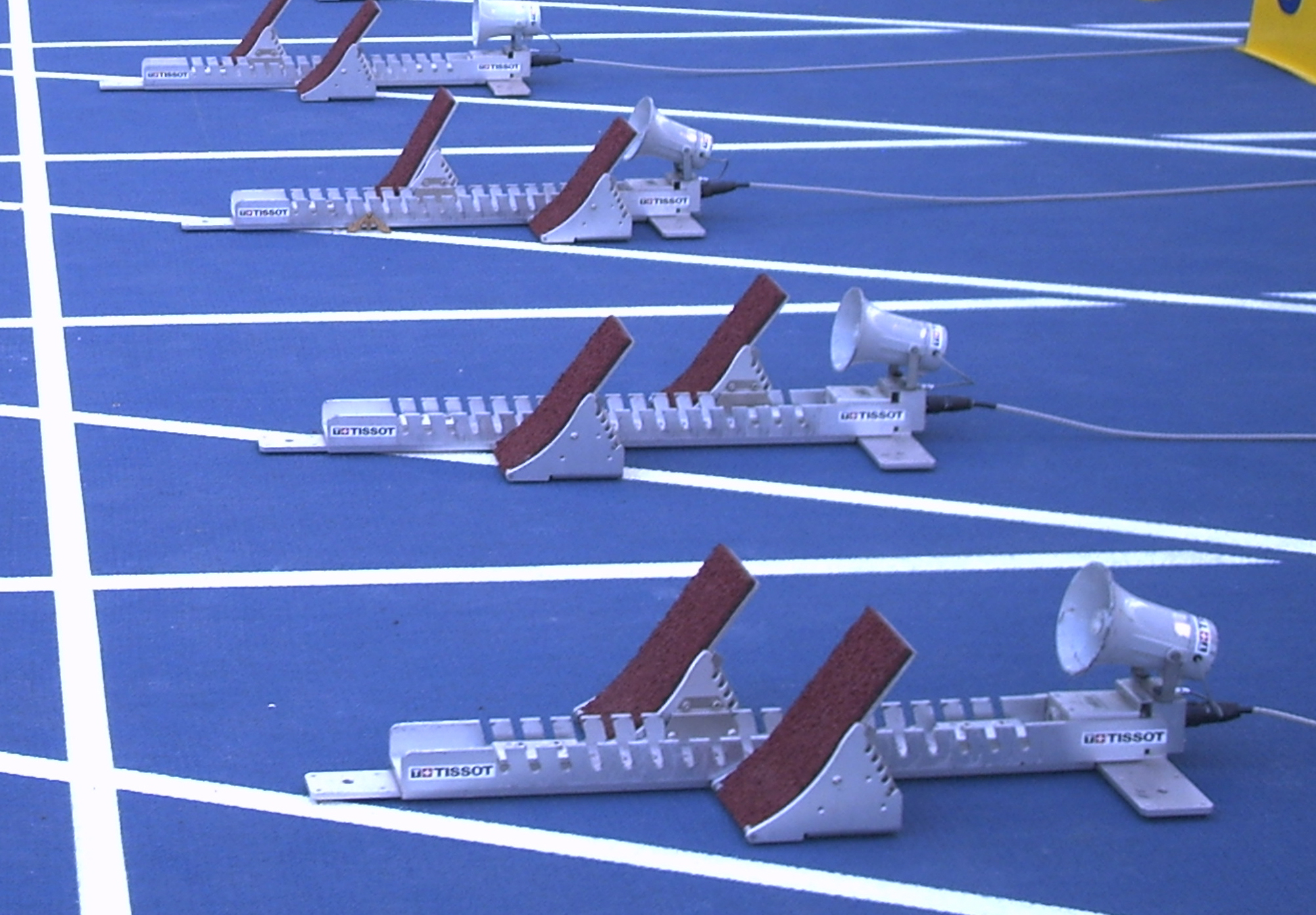
Startblock med högtalare för startkommandon och startpistolen.

Startblock är en anordning som används vid kortdistanslöpning för att ge löparen ett fast motstånd i starten så att han/hon inte glider mot underlaget. De är obligatoriska i de flesta elittävlingar eftersom de elektroniskt registrerar reaktionstiden. De är försedda med högtalare för att alla deltagare skall nås av startsignalen samtidigt (ljudets hastighet i luft är strax över 340 m/s och således ger en skillnad på 3,4 m en hundradels sekunds skillnad i när löparen hör ljudet från själva startpistolen).